# NGC 4685
NGC 4685 (również PGC 43143 lub UGC 7954) – galaktyka soczewkowata (S0^? pec), znajdująca się w gwiazdozbiorze Warkocza Bereniki. Odkrył ją William Herschel 27 kwietnia 1785 roku.